# Recueillements poétiques
Recueillements poétiques est un recueil de poèmes d'Alphonse de Lamartine publié en 1839.

## Titre
Gérard Genette estime que le titre « est une élégante variation sur la formule littérale : recueil de poèmes ».
Jean des Cognets pense que le titre « se trouve tomber un peu à faux sur celui qui y correspond le moins et qui rassemble ses poésies les moins 'recueillies', les plus volontairement impersonnelles et les plus évidemment destinées à retentir sur la place publique ».

## Éditions
- Recueillements poétiques, Gosselin, 1839 lire en ligne sur Gallica
- Recueillements poétiques, Furne, Pagnerre, L. Hachette, 1856 [lire en ligne]
- Recueillements poétiques, Lemerre, 1885 [lire en ligne]
- Recueillements poétiques, Hachette, 1888 lire en ligne sur Gallica

Éditions récentes
- Recueillements poétiques, introduction par Jean des Cognets, Garnier frères, 1966.